# Joachim Gérard
Joachim Gérard (* 15. Oktober 1988 in Ukkel) ist ein belgischer Rollstuhltennisspieler.

## Karriere
Mit zehn Monaten erkrankte Joachim Gérard an Kinderlähmung und ist seitdem auf den Rollstuhl angewiesen. Im Alter von 12 Jahren begann er mit dem Rollstuhltennis und startet seitdem in der Klasse der Paraplegiker.
Er nahm an bisher an fünf Paralympischen Spielen teil. Bei den Sommer-Paralympics 2008 erreichte er das Achtelfinale im Einzel. Bei den Sommer-Paralympics 2012 zog er bis ins Viertelfinale ein, wo er Ronald Vink in drei Sätzen unterlag. 2016, bei den Spielen in Rio, gewann er schließlich die Bronzemedaille im Einzel. 2013 erreichte er das Finale der Einzelkonkurrenz beim Wheelchair Tennis Masters, das er gegen Shingo Kunieda verlor. In der Doppelkonkurrenz gelang ihm 2014 sein erster Titelgewinn bei dem Turnier. Mit Stéphane Houdet gewann er die Doppelkonkurrenz der French Open 2014. 2015 gewann er gegen Shingo Kunieda das Endspiel beim Wheelchair Tennis Masters und verteidigte diesen Titel 2016. Seinen zweiten Grand-Slam-Titel gewann er 2017 bei den Australian Open, als er mit Gordon Reid die Doppelkonkurrenz gewann. Bei den Australian Open 2021 sicherte er sich im Einzel seinen ersten Titelgewinn auf Grand-Slam-Ebene.
Während der Paralympischen Spiele 2020 in Tokio brach er am 2. September 2021 im Athleten-Dorf ohnmächtig zusammen und wachte später in einem Tokioter Krankenhaus wieder auf.
Er gewann 2013 und 2019 jeweils die Wahl zum Belgischen Behindertensportler des Jahres.